# Guijuelo
Guijuelo település Spanyolországban, Salamanca tartományban. Guijuelo Puebla de San Medel, Fuenterroble de Salvatierra, Casafranca, Frades de la Sierra, Berrocal de Salvatierra, Pizarral, Aldeavieja de Tormes, Cespedosa de Tormes, Guijo de Ávila és Fuentes de Béjar községekkel határos. Lakosainak száma 5508 fő (2024).

## Népesség
A település népessége az elmúlt években az alábbi módon változott:
| Lakosok száma | 5002 | 5082 | 5189 | 5412 | 5971 | 6001 | 5673 | 5660 | 5550 | 5508 |
|               | 1996 | 2000 | 2003 | 2006 | 2009 | 2012 | 2015 | 2018 | 2021 | 2024 |